# Thor: Întunericul
Thor: Întunericul (titlu original: Thor: The Dark World) este un film american cu supereroi din 2013 regizat de Alan Taylor. În rolurile principale joacă actorii Chris Hemsworth și Natalie Portman.
Filmul este un sequel al celui din 2011, fiind al doilea din trilogia Thor și al optulea din Marvel Cinematic Universe (MCU). Este a doua intrare în Faza 2 a MCU.

## Acțiune
Cu milenii în urmă, Bor, tatăl lui Odin, se luptă cu Elful Întunecat Malekith, care dorește să folosească o armă cunoscută sub numele de Aether pentru a distruge cele Nouă Tăramuri. După ce învinge forțele lui Malekith în lumea lor de origine, Svartalfheim, Bor păstrează Aetherul în siguranță într-o coloană de piatră. În secret, Malekith, precum și locotenentul său Algrim și numeroși alți Elfi întunecați reușesc să evadeze și intră în hibernare .
În prezent, în Asgard prințul Loki este întemnițat pentru crimele sale de război de pe Pământ. Între timp, fratele său Thor, alături de războinicii asgardieni Fandral, Volstagg și Sif alungă hoardele inamice de pe Vanaheim, locuința tovarășului lor Hogun. Aceasta este lupta finală dintr-un război pentru a aduce pace în cele Nouă Tăramuri în urma reconstrucției Bifröst-ului, podul magic care face legătura între tăramuri, care a fost distrus cu doi ani mai devreme.  Asgardienii în curând află că Convergența, alinierea celor Nouă Tăramuri este iminentă; pe măsură ce aceasta se apropie, portaluru care leagă lumile apar pretutindeni, la întâmplare.
În Londra, astrofizicianul Dr. Jane Foster și asistenta ei Darcy Lewis călătoresc într-o fabrică abandonată, unde au apărut astfel de portaluri, perturbând legile fizicii din jurul lor. Separându-se de grup, Foster cade printr-un portal și este teleportată într-o altă lume, unde este infectată de Aether. Heimdall îl avertizează pe Thor că Foster a depășit viziunea sa nemărginită și îl duce pe Thor pe Pământ. Când Thor o găsește pe Foster, ea eliberează din greșeală o forță extraterestră, iar Thor se întoarce cu ea în Asgard. Odin, recunoscând Aetherul, îl avertizează pe Thor că Aetherul nu numai că o va ucide pe Foster, ci că eliberarea sa va rezulta în împlinirea unei profeții catastrofice.
Malekith, trezit de eliberarea Aetherului, îl transformă pe Algrim într-un soldat de elită Kursed și atacă Asgardul cu forțele sale. În timpul bătăliei, Malekith și Algrim o caută pe Foster, simțind că la ea se află Aetherul.  Frigga, mama lui Thor, este ucisă protejand-o pe Foster, iar Malekith și Algrim sunt forțați să se retragă cu mană goală. În ciuda ordinelor lui Odin de a nu părăsi Asgard, Thor îl recrutează pe Loki să-l ajute, deoarece știe de un portal secret către Svartalfheim, unde o vor folosi pe Foster să-l ademenească și înfrunte pe Malekith, departe de Asgard. În schimb, Thor îi promite lui Loki răzbunare pe Malekith, pentru uciderea mamei lor. Cu ajutorul lui Volstagg, Sif și Fandral, ei reușesc să scape din Asgard și se îndreaptă spre Svartalfheim.
Acolo, Loki îi face pe Malekith să scoată Aetherul din Foster, dar încercarea lui Thor de a distruge substanța expusă eșuează. Malekith se îmbină cu Aetherul și pleacă în nava lui, în timp ce Loki îl ucide pe Algrim, dar este rănit mortal. Thor, ținându-l pe Loki în brațe, promite să-i spună tatălui lor de sacrificiul său. După aceea, Thor și Foster descoperă un alt portal într-o peșteră din apropiere și se întorc în Londra, unde se reîntalnesc cu Darcy Lewis și mentorul lui Foster, Dr. Erik Selvig, care a fost trimis pentru scurt timp la un institut din cauza traumei mintale pe care a suferit-o în timpul atacului lui Loki asupra Pământului. Ei descoperă că Malekith intenționează să readucă Elfii Întunecați să domine, dezlănțându-l pe Aether în centrul Convergenței în Greenwich. Thor se luptă cu Malekith prin diferite portaluri și prin mai multe lumi până când un portal îi separă, lăsându-l pe Malekith singur pe Pământ. Thor se întoarce la timp pentru a-și ajuta tovarășii muritori să-și folosească echipamentul științific pentru a-l transporta Malekith în Svartalfheim, unde este zdrobit de propria lui nava avariată.
Thor se întoarce în Asgard, unde refuză oferta lui Odin de a-și lua tronul și îi spune lui Odin despre sacrificiul lui Loki. Când pleacă, forma lui Odin se transformă în Loki, care este încă în viață și domnește acum în Asgard, deghizat ca Odin.
Într-o scenă la mijlocul genericului, Volstagg și Sif îl vizitează pe Colecționar în Niciunde (Knowhere) și îi lasă Aetherul în grijă, spunând că Tesseractul se află deja în Asgard iar a avea două Pietre ale Infinitul atât de apropiate ar fi neînțelept. Pe măsură ce cei doi pleacă, Colecționarul își exprimă dorința de a dobândi celelalte cinci Pietre. Într-o altă scenă după credite, Foster și Thor se reunesc pe Pământ, în timp ce undeva în Londra, un monstru de gheață din Jotunheim - transportat accidental pe Pământ în timpul bătăliei finale - continuă să cauzeze dezastru.

## Distribuție

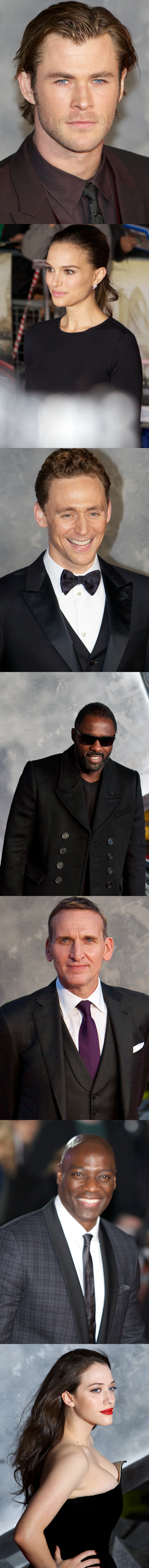
Distribuția filmului

- Chris Hemsworth - Thor, prinț al Asgardului
- Natalie Portman -  Dr. Jane Foster, astrofizician și iubita lui Thor
- Tom Hiddleston - Loki, fratele vitreg al lui Thor
- Anthony Hopkins - Odin, regele Asgardului, tatăl lui Thor și tată adoptiv al lui Loki
- Stellan Skarsgård - Dr. Erik Selvig, mentor al lui Foster
- Idris Elba - Heimdall, păzitorul tuturor intrărilor de la Podul Bifröst
- Christopher Eccleston - Malekith, conducătorul elfilor întunecați din Svartalfheim[4]
- Adewale Akinnuoye-Agbaje -  Algrim/Kurse, supus loial al lui Malekith, transformat într-un monstru uriaș și puternic pentru a-l distruge pe Thor
- Kat Dennings - Darcy Lewis, om de știință, stagiara lui Foster
- Ray Stevenson - Volstagg, membru al grupului Warriors Three
- Zachary Levi - Fandral, membru al grupului Warriors Three
- Tadanobu Asano - Hogun, membru al grupului Warriors Three
- Jaimie Alexander -  Sif, războinic Asgardian
- Rene Russo - Frigga, soția lui Odin, regină a Asgardului, mama lui Thor și mamă adoptivă a lui Loki
- Clive Russell – Tyr
- Benicio del Toro
- Ophelia Lovibond
- Alice Krige - Eir, fizician asgardian
- Jonathan Howard - Ian Boothby, stagiarul lui Darcy
- Tony Curran - Bor, tatăl lui Odin
- Richard Brake - un căpitan din Einherjar
- Chris O'Dowd - Richard
- Chris Evans - cameo, atunci când Loki apare sub forma lui Captain America
- Stan Lee - cameo, ca pacient la azilul de boli mentale